# Estación Monasterio
Monasterio es una estación ferroviaria ubicada en el paraje rural del mismo nombre, en el partido de Lezama, Provincia de Buenos Aires, Argentina.

## Servicios
Es una estación intermedia del ramal entre la estación Constitución de la ciudad de Buenos Aires con la estación Mar del Plata, estos servicios no prestan parada en esta estación.

## Toponimia
Debe su nombre a Antonio de Monasterio, dueño de los campos en los que fue construida la estación.